# 蔣元益
蔣元益（1708年—1788年），字希元，號漢卿，一號時庵，江蘇蘇州府長洲縣人，清朝政治人物。

## 生平
蔣元益來自蘇州婁關蔣氏家族，父蔣杲（字子遵，號篁亭，1683-1731）為康熙五十二年（1713年）癸巳恩科進士、著名藏書家，何焯弟子。母為崑山李氏贈浙江溫州府通判李遙章（字東嶼，李胤昌曾孫）孫女、河南通許縣知縣李為憲（字匡吉，號巨山，王原祁外甥兼弟子）女。
蔣元益為雍正七年（1729年）己酉科舉人，乾隆十年（1745年）乙丑科二甲第八名進士。選翰林院庶吉士，散館授編修，十五年（1750年）任湖南鄉試正考官，同年改陝西道監察御史，十六年（1751年）巡視南城，十八年（1753年）八月參奏河臣高斌、顧琮等，同年九月任山西學政，六年任內曾任山西鄉試同考官，二十四年（1759年）任滿回京，升兵科給事中，二十七年（1762年）任山東學政，三十年（1765年）差滿回京。三十一年（1766年）四月升鴻臚寺卿，十月改光祿寺卿，十二月升太僕寺卿，三十二年（1767年）三月任稽察右翼宗學，五月升通政使司副使，七月升順天府府尹，三十三年（1768年）升都察院左副都御史，同年升內閣學士兼禮部侍郎，兼任順天府府尹，三十四年（1769年）六月任教習庶吉士，同年十一月任兵部右侍郎，三十六年（1771年）八月授榮祿大夫，十二月奉旨告祭北嶽。三十九年（1774年）六月任浙江鄉試正考官，九月任江西學政，四十二年（1777年）任滿回京，四十三年（1778年）以原品致仕歸里。四十六年（1781年）受江蘇巡撫閔鶚元聘任掌教婁東書院，五十年（1785年）正月賜赴乾清宮千叟宴，回鄉後任紫陽書院主講，五十三年（1788年）卒。蔣元益著有《恭和御制詩存》、《周易精義》、《廿一史訂誤》、《西園唱和集》、《志雅齋詩鈔》、《清雅堂詩餘》等，《全清詞》收錄有蔣元益詞《奪錦標：登日觀峰》、《笛家：登州觀海》、《沁園春：太原試院作》及《浣溪沙》等四首。

## 家庭
夫人為陳詵女婿、康熙四十五年（1706年）丙戌科進士戴思訥之女；側室徐氏、管氏。有五子：蔣周陛、蔣啟隆、蔣守陳、蔣調陽及蔣亨陽，還有七女。

## 外部連結
- 蔣元益 （页面存档备份，存于） 中研院史語所